# Эмиль Циндель

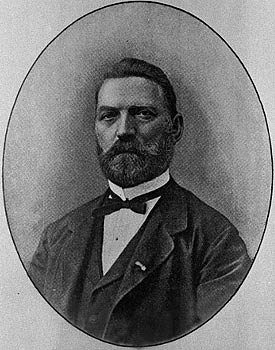
Циндель Эмиль Иванович

Главный фабричный проспект на мануфактуре Цинделя

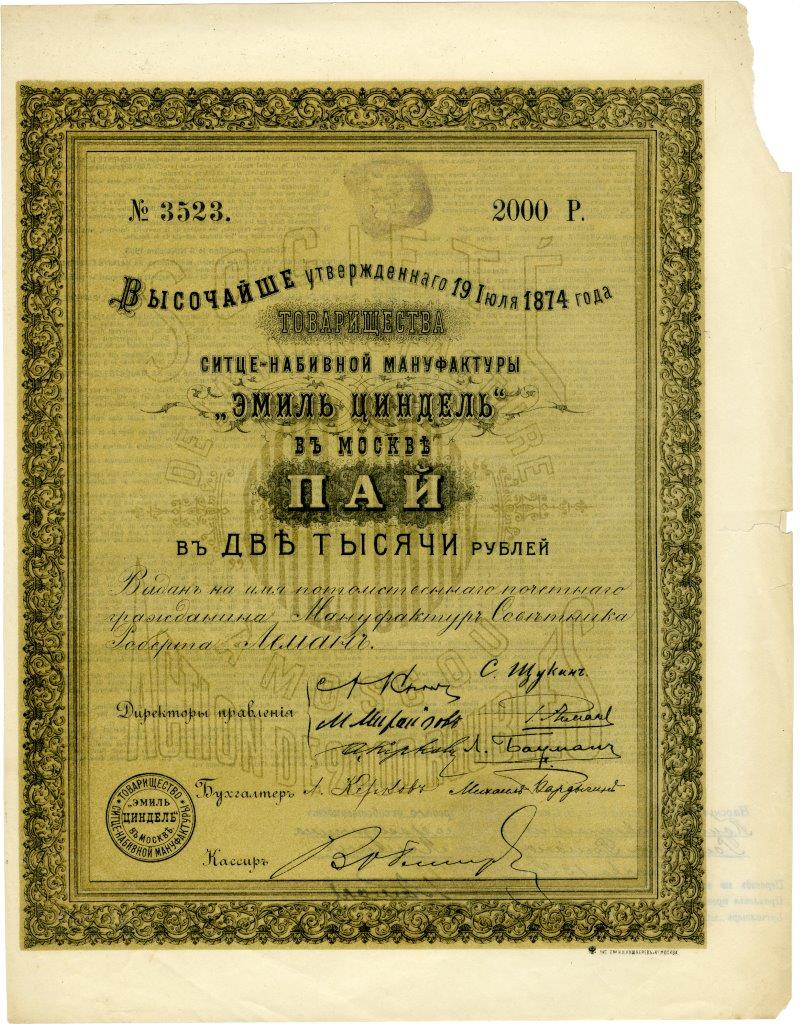
Именной пай в 2 тыс. руб. Товарищества ситценабивной мануфактуры «Эмиль Циндель» в Москве

Ситценабивные машины

Товарищество «Эмиль Циндель» — дореволюционная ситцепечатная фирма в Москве. Полное наименование — Товарищество ситценабивной мануфактуры «Эмиль Циндель» в Москве.
Товарищество владело одной из крупнейших ситцепечатных фабрик в Российской империи.

## Историческое расположение
Товарищество «Эмиль Циндель» находилось по адресу Москва, Большой Черкасский переулок, дом 2 в бывшем доме графа Шереметева.

## История

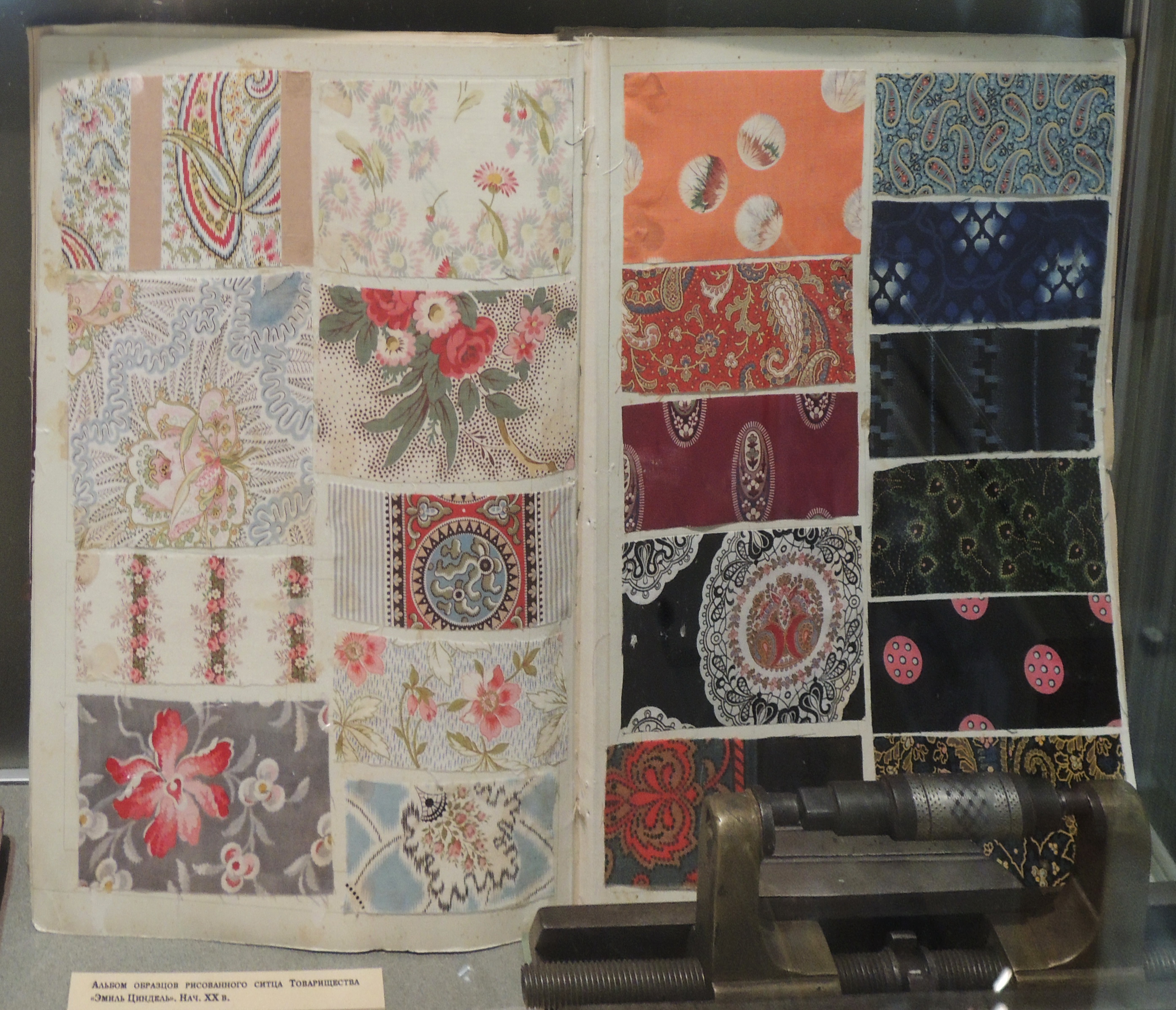
Альбом образцов рисованного ситца Товарищества «Эмиль Циндель». Нач. ХХ века. Музей совр. истории России

В 1823 г. швейцарец Бухер создал в Москве мастерскую по набивке ситцев. В 1825 г. хозяином мастерской стал швейцарец Г. Фрауенфельдер. В 1833 г. Фрауенфельдер принял в мастерскую профессионального химика-колориста, немца Георга Штейнбаха. В 1834 г. Фрауенфельдер умер. Штейнбах женился на его бывшей жене и стал главным на предприятии. При Штейнбахе происходила ручная набивка многоколерных рисунков. В 1836 году Георг Штейнбах уехал из Москвы и хозяином стал брат Иоган. В 1847 г. Иоган Штейнбах переехал в немецкий Мюльгаузен. Новым хозяином фабрики стал его зять — эльзасец Эмиль Циндель. Фабрика получила название "Эмиль Циндель".
В Январе 1874 года Эмиль Циндель, во время деловой поездки, скоропостижно скончался. Фабрика переходит к его наследникам: г-же Ю. Циндель и её детям: гг. Эмиль и Камилл Циндель и г-же Клариссе Мейер-Циндель.
15 Апреля 1874 года предприятие преобразовывается в Товарищество на паях с основным капиталом в 1,500,000 руб. под фирмой: «Товарищество Ситценабивной Мануфактуры «Эмиль Циндель» в Москве».
Главными учредителями были: вышеупомянутые наследники, затем статский советник Иван Артемьевич Лямин, потомственные почетные граждане Козьма Терентьевич Солдатенков, Герасим и Алексей Ивановичи Хлудовы и Торговые дома: Л. Кноп, Ценкер и К°, и П. Малютина С-ья.
С учреждением Товарищества на паях началась новая эра для Мануфактуры «Эмиль Циндель».
Эрнест Шлумбергер, вступивший в дело весною 1873 года, в качестве заведующего технической частью, назначается директором-распорядителем Товарищества. Соединяя с блестящими способностями химика редкий администраторский талант, одаренный, сверх того, железной энергией и неутомимой настойчивостью в достижении своих целей, Шлумбергер твердой рукой поставил дело на путь прогресса и успеха.
Он вырабатывает методический план расширения фабрики, включающий перестройку фабричных зданий, ставших тесными, по типу, наиболее соответствующему новейшему развитию современной техники. Все более цветущее положение дел фирмы позволяет ему в несколько лет осуществить свой грандиозный проект, сделавший из фабрики Цинделя одно из наилучше оборудованных в техническом отношении предприятий Европы.
Над перестройкой ансамбля работал архитектор Э. Шлумбергер. Сама мануфактура, склад и жилые дома для служащих располагались в районе Кожевники на Дербеневской улице.
В 1882 г. товарищество получило право на изображение государственного герба Российской империи на вывесках, рекламе, ярлыках. С 1886 г. кроме ситца стали создавать сатин, батист и другие ткани. В 1888 стали работать над набивными зимним тканями.
Э. Шлумбергер, оставивший свой пост директора-распорядителя в 1888 году, имел деятельных и выдающихся сотрудников в лице О. А. Браун и Р. А. Леман, которые и сделались его преемниками в управлении Мануфактурою. О. А. Браун, главный химик фабрики с 1874 г., нес с 1888 по 1898 гг. обязанности технического директора, и был избран в 1893 г. членом Правления Товарищества, которым и оставался до 1907 года. О. А. Браун отличался выдающимся вкусом и много способствовал улучшению технической части предприятия.
Р. А. Леман, доверенный Правления с 1881 г., был назначен в 1888 году коммерческим директором Т-ва и в 1894 г. избран в члены Правления. С 1900 по 1907 гг., Р. А. Леман состоял директором-распорядителем в Правлении Товарищества. Им было много сделано для развития коммерческой части Товарищества, которую он переорганизовал, основав в 1889 году главный амбар Товарищества в торговом центре Москвы.
В 1907 году Р. А. Леман передал управление коммерческой частью Товарищества своему преемнику, сохранив функции члена Правления.
Преемниками О. А. Браун и Р. А. Леман были Л. М. Бауман и А. Л. Керков. Л. М. Бауман, вступив в дело в 1901 г., был облечен функциями технического директора в 1904 году и избран в члены Правления в 1907 году. А. Л. Керков, вступив в дело в 1889 году, был избран в члены Правления в 1906 г. и назначен коммерческим директором в 1907 году.
Председателем Правления с основания Товарищества (1874 г.) состоял член Торгового Дома «Л. Кноп» Иван Карлович Прове. После его смерти, последовавшей 24 Января 1901 г., председателем Правления был избран барон Андрей Львович Кноп,, глава торгового дома «Л. Кноп», представлявшего английскую фирму «Де Джерси» — производителя передового текстильного оборудования.
В 1898 г. на производстве стала применяться мерсеризация — специальный метод химической обработки, благодаря которому предотвращается выцветание тканей, они становятся более прочными и приобретают шелковистый вид. В 1900 г. товарищество поспособствовало организации Общество потребителей Кожевнического фабрично-заводского района Москвы и открытию магазина для рабочих и служащих. В том же 1900 г. на знаменитой Всемирной выставке в Париже в разделе «Пряжа и ткани из хлопка» продукция под маркой «Эмиль Циндель» была отмечена самой престижной — высшей наградой этого крупнейшего промышленного форума.
В конце 19 века Дербеневская улица становится фактически внутрифабричной: по левой стороне располагается фабрика, по правой — здания для проживания рабочих и служащих (некоторые сохранились). К 1899 году была проведена своя служебная железнодорожная ветка — путь с Павелецкого хода к фабрике.
Мануфактура вышла в первый ряд ситценабивных предприятий России. Производила разнообразную швейную продукцию: ситец, сатин, батист, набивные шерстяные и шелковые ткани, жаккардовые ткани, материю для мебели и т. п.
В Москве открылись фирменные магазины в Солодовниковском пассаже и в Верхних торговых рядах на Красной площади (будущий ГУМ).
В 1899 году владельцы издали юбилейную книгу «Двадцатипятилетие товарищества ситценабивной мануфактуры „Эмиль Циндель“ в Москве. 1874—1899».
Около 1909 года была выпущена рекламная книга «Товарищество мануфактуры „Эмиль Циндель“. 1874—1908 гг.», где описывалась структура и система работы предприятия. Например, служащие Товарищества получали наградные деньги в зависимости от прибылей предприятия, а рабочие — в зависимости от производства.
В 1914 году был выпущен альбом "Т-во мануфактуры "Эмиль Циндель" в Москве. Юбилейный сборник, 1874-1914".
В начале 20 века управляющим фабрики работал Северин Евгений Павлович, отец известного советского учёного, академика Северин С. Е.
С 1906 г. в фабрично-земской больнице при Товариществе работал известный врач Яков Некрасов.
К 1914 году на фабрике функционировало 35 печатных машин, было задействовано 3,1 тысяч людей, доходы предприятия составляли 20 миллионов рублей.
Состав Правления Товарищества на 15 Апреля 1914 года следующий: Председатель бар. А.Л. Кноп. Члены: М. Ф. Михайлов. С. И. Щукин. Р. А. Леман, А. Л. Керков. Л. М. Бауман. Е. П. Северин.
На 15 Апреля 1914 года владельцами паев Товарищества состояли 153 пайщика, из которых 115 лиц, владеющих 3437 паями (76%), проживали в России, а 38 лиц, владеющих 1063 паями (24%), проживали за границей. В 1914 году в набивном корпусе действовало 35 печатных машин (из них две в 14 красок и одна ‒ в 16), число рабочих составляло свыше 3,1 тыс. человек, продукции выпускалось на сумму свыше 20 млн рублей. 
Фабрика «Эмиль Циндель» в Москве работала до 1915 года.  В мае 1915 г. во время антинемецкого бунта она была разгромлена, а управляющий Г. Г. Карлсен был убит.
При новой власти в 1918 г. предприятие было национализировано и переименовано в «Первую ситценабивную фабрику». Снова заработало предприятие только в 1922 году. Во время Великой Отечественной войны с 1941 по 1944 год рабочие выполняли только оборонные заказы — парашютная ткань, огнезащитная кирза, материал для плащ-палаток; также мастерские производили детали для оружия, корпуса для гранат и снарядов.
С 1978 г. бывшее производство Эмиля Цинделя стало называться «Ситценабивная фабрика объединения Мосхлоппром». В постперестроечное время — АО «Ситценабивная фабрика».

## Отделения
В 1889 году товарищество создало отделения:
- Магазин по оптовой продаже на Старопанский переулок дом 3.
- Магазин в Пассаже Солодникова, Верхних торговых рядах, Арбате.

## Награды
Товарищество «Эмиль Циндель» часто получали высокие награды, также право на изображение Государственного герба Российской империи на вывесках, рекламе, ярлыках.
На Всемирной выставке в Париже в 1900 году Товарищество удостоено высшей награды в классе «Пряжа и ткани из хлопка» наряду с другими известными российскими фирмами.